# Різанина у Трійчичах
Різанина у Трійчичах — злочин, скоєний у квітні 1945 року проти українського населення села Трійчичі відділом Охорони Народу під командуванням Романа Киселя Сепа.
Тоді було вбито щонайменше 28 селян.